# Митрофан (архиепископ Новгородский)

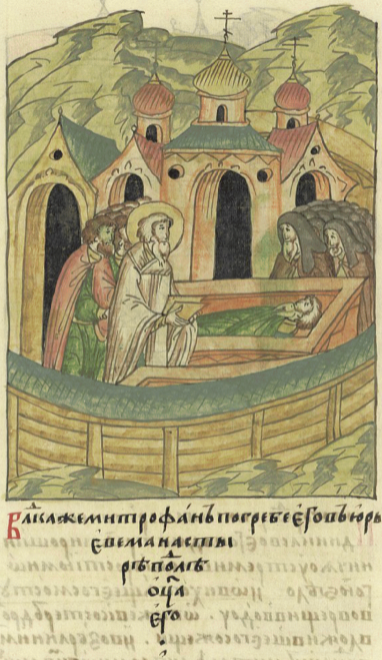
Архиепископ Митрофан хоронит Дмитра Мирошкинича

Архиепископ Митрофан (ум. 3 июля 1223) — епископ Русской православной церкви, архиепископ Новгородский и Псковский.

## Биография
Сведений о преосвященном Митрофане сохранилось немного.

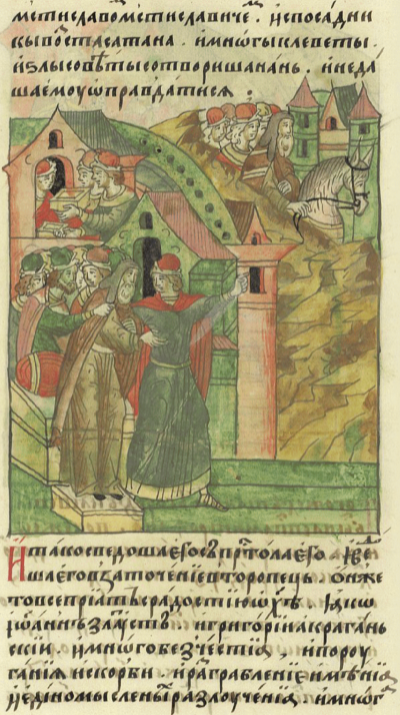
Сведение архиепископа Митрофана с новгородской кафедры

На Новгородскую кафедру его выдвинул великий князь Владимирский Всеволод III Большое Гнездо, который, вопреки новгородскому обычаю, избрал владыку без вече в 1199 году, а затем он был отправлен к митрополиту на поставление.
3 июля 1201 года хиротонисан во епископа Новгородского с возведением в сан архиепископа.
Когда в 1207 году был убит Дмитр Мирошкинич, не позволил надругаться над его телом.
В 1211 году князь Торопецкий Мстислав Мстиславич, заподозрив Митрофана в приверженности к князю Всеволоду, удалил его из епархии и отправил в Торопец. И. Я. Фроянов считает что удаление святителя Митрофана состоялось не без влияния политических факторов, но по «языческому» сценарию. Новгородцы возложили ответственность на «великий пожар» 1211 года на «местных властителей, в первую очередь — на архиепископа Митрофана, что соответствовало языческим представлениям, согласно которым общественные беды являлись результатом нерадивости или греховности правителей. Таких правителей либо убивали, либо с бесчестием и позором изгоняли. Аналогичная участь постигла архиепископа Митрофана, обвиненного, вероятно, в жестоком пожаре, спалившем добрую часть Новгорода. Владыку не только свергли с кафедры, но и изолировали, выслав за пределы новгородской территории».
В 1218 году по уходе князя Мстислава из Новгорода архиепископ Митрофан возвратился в Новгород и жил в Благовещенском монастыре. В этом же году, когда его преемник Антоний (Ядрейкович) ушёл в Торжок, новгородцы провозгласили Митрофана опять своим владыкой. Но через некоторое время жители Новгорода вместе с князем Всеволодом послали обоих архиереев в Киев к митрополиту, говоря: «Кого он пришлет, тот и будет нашим владыкою».
В 1220 году вернулся владыка Митрофан и управлял епархией ещё около четырёх лет.
3 июля 1223 года святитель Митрофан скончался. Похоронен в Мартирьевской паперти Софийского собора в Великом Новгороде.